# Simone Barbès ou la Vertu
Pour plus de détails, voir Fiche technique et Distribution.
Simone Barbès ou la Vertu est un film français réalisé par Marie-Claude Treilhou, sorti en 1980.

## Synopsis
Simone Barbès est ouvreuse dans un cinéma porno. Un soir, après son travail, elle se rend dans une boîte de nuit lesbienne. Puis elle rencontre un homme seul et désespéré.

## Fiche technique
- Titre : Simone Barbès ou la vertu
- Réalisation : Marie-Claude Treilhou
- Scénario : Marie-Claude Treilhou, Michel Delahaye
- Assistant réalisateur : Gérard Frot-Coutaz
- Directeur de la photographie : Jean-Yves Escoffier
- Cadreur : Franck Séchan
- Chef électricien : Jacques Vigier
- Décors : Bénédict Beaugé
- Musique : Roland Vincent (thèmes originaux et disco cinéma)
- Son : Yves Zlotnicka
- Montage : Paul Vecchiali
- Maquillage : Nicole Neltner
- Scripte : Aline Lecomte
- Société de production : Diagonale
- Distributeur : MK2 Diffusion
- Pays de production  :   France
- Format : Couleur - mono - 35 mm
- Genre : Comédie dramatique
- Durée : 74 minutes
- Date de sortie : France : 27 février 1980

## Distribution
- Ingrid Bourgoin : Simone Barbès
- Martine Simonet : Martine
- Raymond Lefebvre : le cinéphile du cinéma porno
- Sonia Saviange : la folle
- Michel Delahaye : le dragueur délicat
- Noël Simsolo : le réalisateur belge de films pornos
- Max Amyl : Philippe, un ancien légionnaire
- Pascal Bonitzer : un client de la boîte de nuit lesbienne
- Pierre Bellot
- Denise Farchy
- Véronique Fremont
- Paulette Bouvet
- Nella Barbier
- Hélène Banville
- Elli Medeiros : une cliente de la boîte de nuit lesbienne
- Philippe de Poix
- Myren Astrée
- Pierrot Chevallier
- Yvonne Decade
- Matho : la chanteuse de l'orchestre féminin
- Cécile Girard
- Josse Tissandier, la chanteuse rock